# Greensburg (Maryland)
Greensburg – jednostka osadnicza w Stanach Zjednoczonych, w stanie Maryland, w hrabstwie Washington.